# Kawase Shinichi
Shinichi Kawase (sinh ngày 18 tháng 6 năm 1976) là một cầu thủ bóng đá người Nhật Bản.

## Sự nghiệp câu lạc bộ
Shinichi Kawase đã từng chơi cho FC Tokyo.